# Linacephalus michaelseni
Linacephalus michaelseni är en insektsart som beskrevs av Jacobi 1909. Linacephalus michaelseni ingår i släktet Linacephalus och familjen dvärgstritar. Inga underarter finns listade i Catalogue of Life.